# Crin
Le crin est une fibre longue et épaisse. Il peut être d'origine animale ou végétale.

## Le crin animal

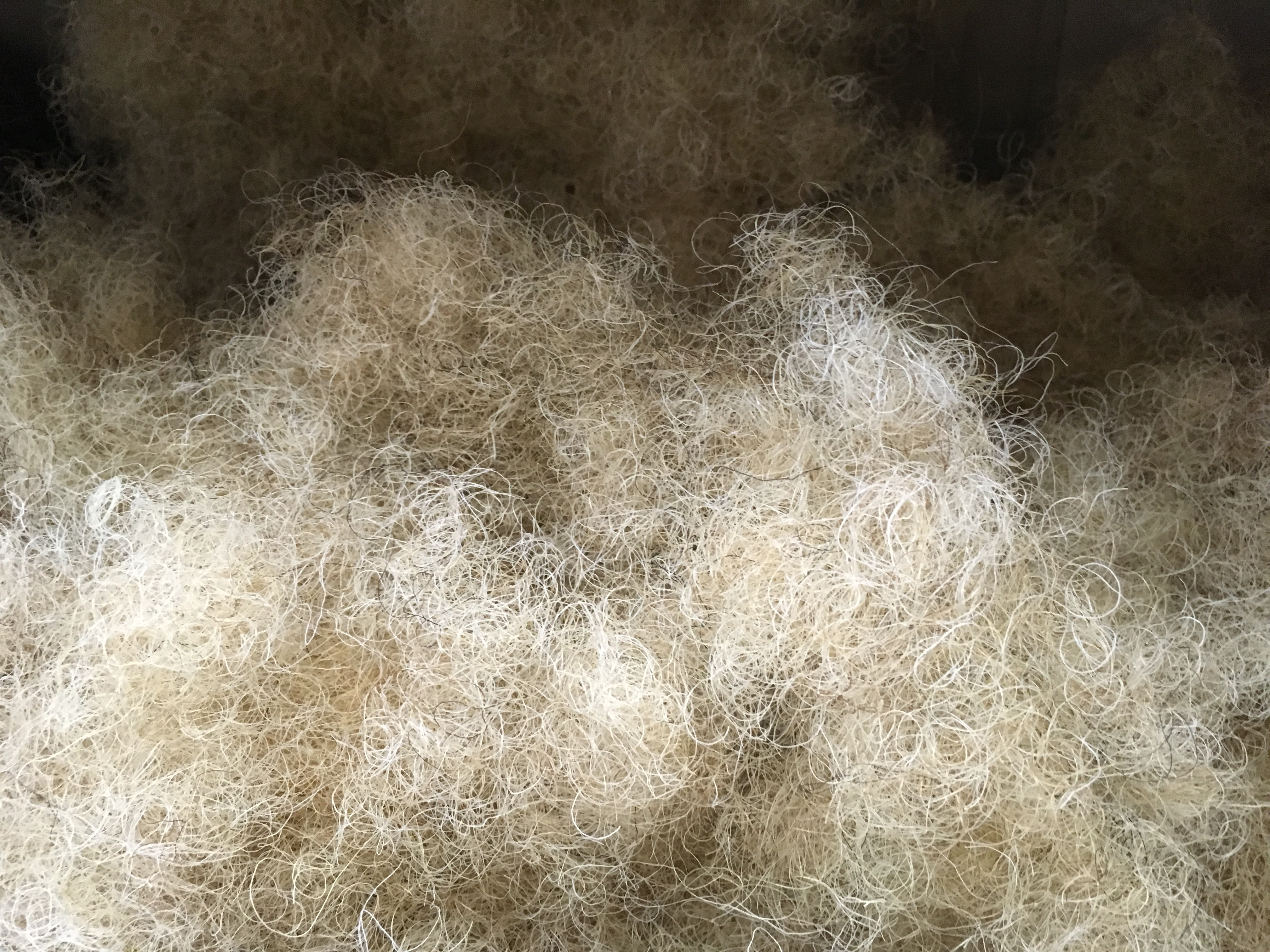
Crin d'animal utilisé en garniture de sièges

Le crin animal (poils ou queue) est fourni par le cheval, le porc ou d'autres animaux.
Le crin de cheval sert notamment à fabriquer les archets des instruments à cordes frottées. Il est davantage kératinisé que les poils du corps, ce qui le rends plus long, épais et rigide. Chez les chevaux, les crins ont un rôle dans la communication intra-espèce, et servent à se protéger des insectes et des intempéries. Ils remplissent également un rôle de régulation de la température. Selon la race du cheval, les crins sont plus ou moins fournis.
Le crin de porc sert notamment au garnissage en ameublement.
Les deux types de crins ou soies sont utilisés pour la fabrication de pinceau, brosse, balai, etc.

## Le crin textile

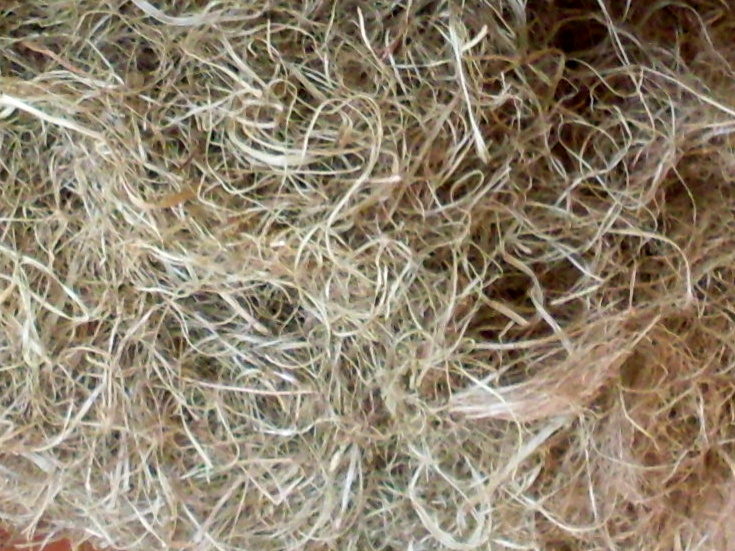
Crin végétal pour le rembourrage des chaises.

On appelle également crin les fibres issues de certaines espèces végétales comme les feuilles de palmier, de coco ou de courge Luffa.
On distingue :
- le crin crépi (bouilli), qui sert pour les rembourrages. En garnissage, on utilise généralement du crin cardé ;
- le crin plat, utilisé dans la fabrication des brosses, pinceaux et tissus. Au début du XVIIIe siècle, il s'emploie dans l'ameublement. À partir du XIXe siècle, il double et raidit les cols des uniformes militaires, les sacs et les chapeaux. Dès 1840, le crin sert à confectionner les jupons. Le crin se commercialise en tissu ou en bande. C'est un tissu rigide, léger et solide. Il s'utilise aussi pour créer des effets de volume ou pour garnir les costumes et les coiffures.

En tailleur, le crin de cheval mélangé à d'autres fibres, tel que le coton, est aussi utilisé dans la fabrication du plastron (partie renforçant l'épaule et donnant du volume à la poitrine). Le plastron est aussi communément appelé "crin" par les tailleurs.
Dans la fabrication de chapeaux, le crin (de cheval ou synthétique) est principalement utilisé en bandes pour la confection de chapeaux ou de garnitures. Certains chapeliers soudent le crin synthétique pour créer des formes tubulaires.